# Volkswagen Tera
O Volkswagen Tera é um SUV compacto que é, por enquanto, exclusivamente brasileiro e iniciou suas vendas no Brasil a partir de junho de 2025, segundo a Volkswagen do Brasil.
Assim como nos demais veículos SUVs da Volkswagen, seu nome começa com um "T" (Tera, T-Roc, Tiguan, Tourareg, T-Cross, Taos).

## Gerações

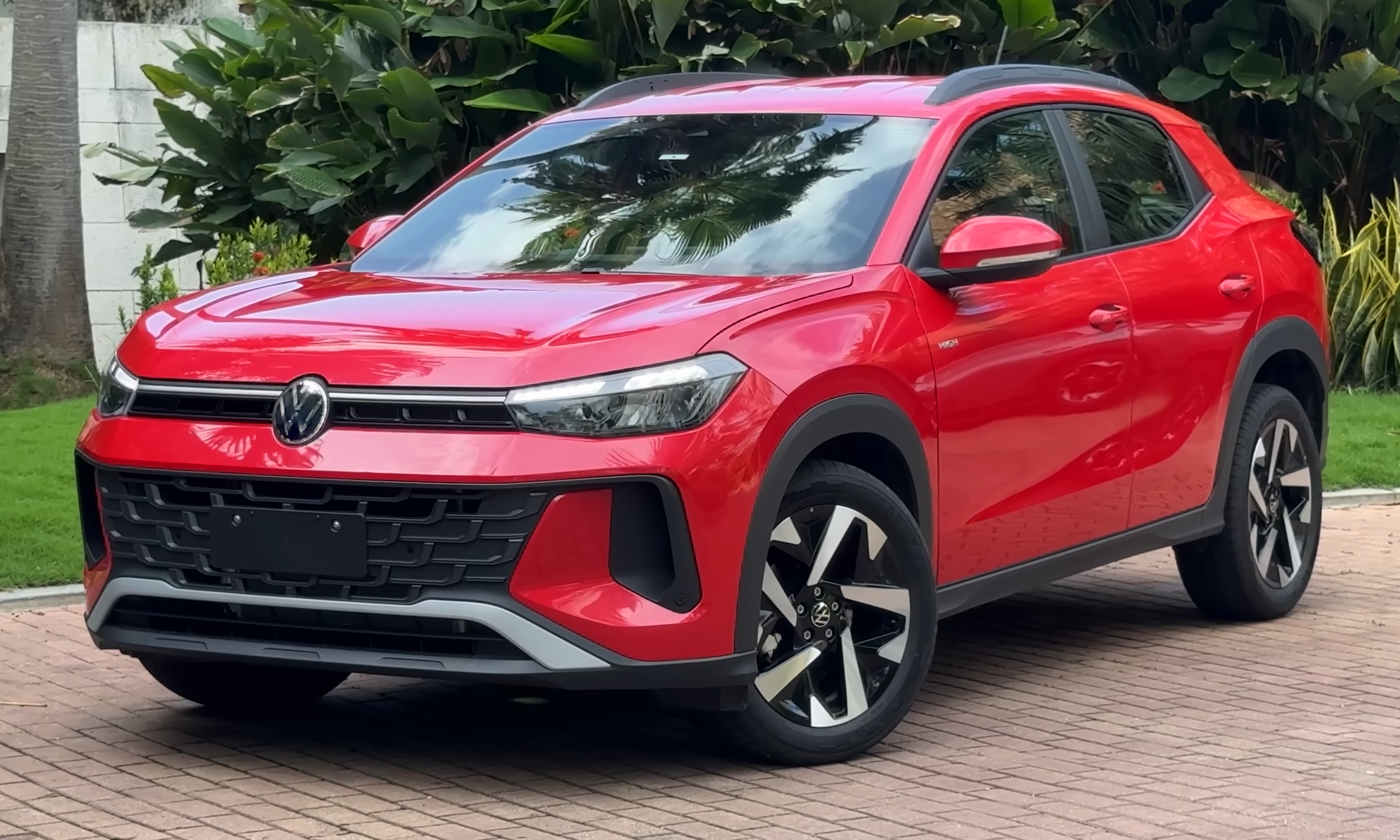
1° geração (2025 - presente)

## Teste de Segurança doLatin NCAP
O Latin NCAP fez um teste de segurança no veículo, que avaliou sua segurança em 5 estrelas (nota máxima). 90% para adultos, 87%  para crianças, 76% para pedestres nas estradas e 85% em sistemas de assistência e segurança. O teste foi realizado no Brasil em junho de 2025.
O Volkswagen Tera conta com 6 airbags, contém ISOFIX nos assentos traseiros, e lembrete de cinto de segurança para motorista e passageiro.